# Seleukos II
Seleukos II eller Pogon, var kung i seleukidriket mellan 246 och december 225 f.Kr..
Han var son till Antiochos II.  Han efterträddes av sin äldste son Seleukos III.